# Uña (Lérida)
Uña (en occitano: Unha oficialmente) es una localidad española perteneciente al municipio Alto Arán, en la comarca catalana del Valle de Arán.

## Geografía
Uña se encuentra a poca distancia de Salardú, enclavado en el Norte, a unos 1280 metros de altitud sobre el nivel del mar, a los pies del Poi d'Unha, próxima en el SE al río Unhóla, antes de confluir con el Garona.

### Clima
El clima de Uña es frío, de alta montaña, con heladas frecuentes en los meses de noviembre a marzo, con un verano contenido y un invierno muy riguroso. Su temperatura media anual es de unos 7,4 grados.

## Demografía
Uña posee en 2021 tenía una población de 144 habitantes, que la conforman 75 varones y 69 mujeres.

## Monumentos y lugares de interés
- Çò de Brastet: una antigua casa señorial, fortificada, con ventanas y puertas de la época renacentista.

- Iglesia parroquial de Santa Eulalia: edificio románico que data del siglo XII, que posee una planta irregular y unas dimensiones muy reducidas, dividida ésta en 3 naves desiguales de pilares circulares, que sostienen arcos de medio punto, de donde arrancan las vueltas de cubierta.

- El campanario: de forma octogonal, con base cuadrada, que data del año 1775, acaba con forma de bulbo de aire oriental.

- En el ábside de la iglesia se encuentran pinturas románicas que actualmente se encuentran en proceso de restauración, que tienen motivos religiosos: un Cristo rodeado de símbolos evangelistas. Las pinturas del corazón son góticas, representando diversos períodos bíblicos.

## Cultura

### Fiestas
- Fiesta mayor: dedicada (hecha en honor) a San Sebastián, que se celebra el día 16 de septiembre.

- Fiesta menor: dedicada (hecha en honor) a la patrona de la localidad: Santa Eulalia, que se celebra el día 10 de diciembre.